# Номацигенга
Номацигенга («Nomatsiguenga Campa», Nomatsiguenga) — аравакский язык, на котором говорит народ мачигенга, который проживает в предгорьях речной системы Анапати; между реками Перене и Эне в регионе Хунин в Перу. Согласно статье 48 Конституции 1993 года, номацигенга является признанным языком. Большинство носителей являются двуязычными (5500-6000 человек). Также язык передаётся всем детям[стиль].
Алфавит на основе латиницы. Утверждён властями Перу в 2015 году: A a, B b, Ch ch, E e, Ë ë, G g, I i, J j, K k, M m, N n, Ñ ñ, Ng ng, O o, P p, R r, S s, Sh sh, T t, Ts ts, Ty ty, Y y. Более старая версия алфавита выглядела так: A a, B b, C c, Ch ch, E e, Ë ë, G g, I i, J j, M m, N n, Ng ng, O o, P p, Qu qu, R r, S s, Sh sh, T t, Ts ts, Y y.